# Катастрофа Ан-24 в Киеве
Катастрофа Ан-24 в Киеве — авиационная катастрофа, произошедшая в пятницу  17 декабря 1976 года. Авиалайнер Ан-24 авиакомпании «Аэрофлот» выполнял регулярный местный рейс Н-36 по маршруту Черновцы — Киев, но при заходе на посадку врезался в курсовой радиомаяк, после чего зацепил деревья и врезался в железнодорожную насыпь. Из находившихся на его борту 55 человек (50 пассажиров и 5 членов экипажа) погибли 48.

## Самолёт
Ан-24 (регистрационный номер СССР-46722, заводской 37300302, серийный 003-02) был выпущен заводом Антонова 29 апреля (по другим данным — 15 мая) 1963 года, а 8 июня совершил первый полёт. Его пассажировместимость — 50 пассажиров. Далее лайнер был передан ГУ ГВФ при СМ СССР, которое направило его в Киевский объединённый авиаотряд Украинского территориального Управления гражданской авиации. Оснащён двумя турбовинтовыми двигателями АИ-24 производства ЗМКБ «Прогресс» имени А. Г. Ивченко. На день катастрофы совершил 24 754 цикла «взлёт-посадка» и налетал 27 244 часа.

## Экипаж
Состав экипажа рейса Н-36 был из 377-го лётного отряда Киевского ОАО, его состав был таким:
- Командир воздушного судна (КВС) — Юрий Петрович Суховей.
- Второй пилот — Виктор Михайлович Козорез.
- Штурман — Анатолий Петрович Витер.
- Бортмеханик — Григорий Михайлович Сорокин.

В салоне самолёта работала стюардесса Екатерина Степановна Комашенко.

## Катастрофа
Ан-24 борт СССР-46722 выполнял местный рейс Н-36 по маршруту Черновцы — Киев. В 20:32 MSK с 50 пассажирами на борту (то есть с полностью заполненным салоном) рейс 036 вылетел из аэропорта Черновцы.
Согласно имеющемуся у экипажа прогнозу, по маршруту ожидалась облачность с нижней границей менее 100 метров и с верхней 1000—1500 метров, ветер юго-восточный сильный, дымка, морось, снег, умеренная болтанка, видимость 1000—2000 метров, в облаках и осадках сильное обледенение. Когда же рейс 036 вылетел из Черновцов, видимость в киевском аэропорту Жуляны уже упала до 800 метров, нижняя граница облачности составляла 70 метров, ветер слабый, в облаках сильное обледенение. АМСГ проводила частые наблюдения за погодой, но не зарегистрировала момент, когда горизонтальная видимость снизилась менее 700 метров, то есть ниже погодного минимума, а потому диспетчеры УВД Киева не были предупреждены об этом. Также, в нарушение инструкций, с 20:55 до 22:10 не велась непрерывная регистрация видимости по направлению посадки магнитным курсом 81°. К тому же сами экипажи прибывающих самолётов в период 21:00–22:00, несмотря на сложные метеоусловия, не запрашивали фактические значения горизонтальной и вертикальной видимости в зонах взлёта и посадки.
Борт СССР-46722 заходил на посадку в аэропорт Киева ночью по курсу 81° и с использованием систем посадки ОСП и РСП (TESLA) по командам диспетчера посадки. Имеющаяся в аэропорту система посадки СП-68 была исключена из регламента, так как проходила профилактические работы и облёт. Когда рейс 036 выполнял полёт от момента доворота на посадочный курс до ДПРМ, то диспетчер ДПСП не вёл его по посадочному локатору и не дал экипажу информацию, когда тот вошёл в глиссаду и начал снижение. В результате борт СССР-46722 начал снижение с запозданием, в связи с чем экипаж был вынужден увеличить вертикальную скорость выше расчётной.
На тот момент сложилась ситуация, когда на одном канале связи диспетчеры старта и ДПСП управляли сразу тремя самолётами: заходящими на посадку СССР-46440 и СССР-46722 и вылетающим СССР-47740 (все три — Ан-24). Команды накладывались друг на друга и глушились. В результате заходящий на посадку борт СССР-46722 дважды запрашивал у диспетчера удаление от ВПП, но оба раза его запрос глушился наложениями переговоров других самолётов. Между тем лайнер уже пересёк глиссаду в 2500 метрах от торца ВПП и начал уходить под неё, но диспетчер ДПСП этого не исправил. Продолжая снижаться с вертикальной скоростью 6—7 м/с, экипаж не доложил диспетчеру о выпуске шасси и готовности к посадке. Проходя высоту принятия решения (100 метров), экипаж не увидел световые ориентиры аэропорта Жуляны, но не стал уходить на второй круг.
На высоте 30—35 метров над землёй сработал сигнал «опасная высота». Осознав опасность ситуации, экипаж через 3 секунды потянул штурвалы «на себя», из-за чего самолёт испытал перегрузку в 1,9 g. Но из-за высокой вертикальной скорости и недостаточного запаса высоты, через 2 секунды авиалайнер в 1265 метрах от торца ВПП и в 40 метрах правее её оси врезался правым крылом в бетонное ограждение БПРМ, после чего передней и левой стойками шасси коснулся земли во внутреннем дворе БПРМ, кратковременно поднялся в воздух, а затем врезался в бетонное ограждение БПРМ с противоположной стороны. Далее рейс Н-36 плоскостью левого крыла столкнулся с группой деревьев, после чего врезался в железнодорожную насыпь высотой 4,5 метра, выскочил на железнодорожные пути и остановился в 1150 метрах от торца ВПП и в 40 метрах правее её оси. Возникший пожар полностью уничтожил самолёт.
В катастрофе погибли 48 человек — 4 члена экипажа (все четыре пилота) и 44 пассажира. Выжили только 7 человек — 1 член экипажа (стюардесса) и 6 пассажиров, причём один из них, в отличие от остальных, не получил травм.

## Расследование
Так как самолёт полностью разрушился, то комиссия не смогла установить, каково было истинное положение задатчика сигнализатора опасной высоты и почему он сработал ниже высоты 60 метров. Что касается метеорологической службы, имели место серьёзные ошибки в работе АМСГ, которая выдавала диспетчерам горизонтальную видимость 700 метров, а вертикальную — 50 метров. Но зафиксированная через 30 секунд после катастрофы фактическая погода была на самом деле ниже минимума, а экипаж борта СССР-46440, заходивший на посадку перед бортом СССР-46722 раньше на 2 минуты 6 секунд, не увидел световые ориентиры аэропорта Киева и принял решение уходить на запасной аэродром (аэропорт Борисполь). Таким образом, можно сделать вывод, что фактическая погода в момент катастрофы была ниже установленного для самолётов Ан-24 минимума 700 метров.

Комиссией установлено, что подготовка и состояние здоровья экипажа, а также техническое состояние самолёта не оказали влияние на исход полёта.
Аварийная ситуация начала развиваться при пересечении самолётом установленной глиссады с сохранением экипажем вертикальной скорости снижения выше расчётной.

На исход полёта оказали влияние допущенные диспетчером ДПСП нарушения НПП ГА-71, предельные метеоусловия и несвоевременная информация АМСГ а/п Жуляны об ухудшении видимости до значения ниже установленного минимума.— 

Причиной катастрофы рейса Н-36 явилось преждевременное снижение самолёта при заходе на посадку, которое произошло вследствие невыдерживания экипажем установленной глиссады, невыполнения манёвра по уходу на второй круг при достижении высоты принятия решения, а также нарушений НПП ГА-71, допущенных диспетчером ДПСП при управлении заходом на посадку в режиме РСП (Тесла)+ОСП в предельных метеоусловиях.
Катастрофе способствовала несвоевременная информация об ухудшении видимости до значения ниже минимума со стороны АМСГ аэропорта Жуляны.
— 